# Brudsjön
Brudsjön är en sjö i Sundsvalls kommun i Medelpad och ingår i Indalsälvens huvudavrinningsområde. Sjön har en area på 0,147 kvadratkilometer och ligger 190,7 meter över havet. Sjön avvattnas av vattendraget Kvarnån (Näckån).

## Delavrinningsområde
Brudsjön ingår i det delavrinningsområde (696075-155049) som SMHI kallar för Utloppet av Brudsjön. Medelhöjden är 266 meter över havet och ytan är 8,81 kvadratkilometer. Räknas de 31 avrinningsområdena uppströms in blir den ackumulerade arean 244,35 kvadratkilometer. Kvarnån (Näckån) som avvattnar avrinningsområdet har biflödesordning 2, vilket innebär att vattnet flödar genom totalt 2 vattendrag innan det når havet efter 59 kilometer. Avrinningsområdet består mestadels av skog (88 procent). Avrinningsområdet har 0,24 kvadratkilometer vattenytor vilket ger det en sjöprocent på 2,7 procent.